# Айричай (приток Алазани)
Айричай (азерб. Əyriçay) — река в Азербайджане, левый приток Ганыха (Алазани). Протекает по территории Огузского, Шекинского и Гахского районов. Длина — 134 км, площадь бассейна — 1810 км².

## Описание
Исток Айричая расположен на южном склоне Главного Кавказского хребта, на высоте 3200 м. Река питается в основном подземными и дождевыми водами. Самые крупные притоки — Кюнгютчай, Кишчай, Шинчай, Кашкачай. Вода Айричая используется для орошения.

## Этимология
Название состоит из слов «айри»( Əyri) — кривой и «чай» (Çay) — река, и означает «кривая, извилистая река».